# Paretstortes
Paretstortes (popularment [pəɾəs'toɾtəs] o [pəjɾəs'toɾtəs], en francés Peyrestortes) és un poble, cap de la comuna del mateix nom, de 1.382 habitants, de la comarca del Rosselló, a la Catalunya del Nord. Tot i que el nom del poble etimològicament és Paretstortes, al llarg dels temps el seu nom ha oscil·lat, a nivell de llengua popular, reflectida documentalment, entre Parestortes, Perestortes i Peirestortes.

## Etimologia
Tal com estableix Joan Coromines en el seu Onomasticon Cataloniae, Paretstortes deriva del llatí parĭĕtes tortas (murs torts: mateix significat actual), que deu estar relacionat amb unes ruïnes romanes que hi ha en el mateix poble.

## Geografia

Situació de la comuna de Paretstortes en el Rosselló

La comuna de Paretstortes, de 79.600 hectàrees d'extensió, és situada a la comarca del Riberal de la Tet, a l'esquerra de la Tet.
El terme comunal de Paretstortes s'estén a la riba dreta de l'Aglí, en el pla de turons d'al·luvions fluvials que s'estén des de la riba dreta d'aquest riu i l'esquerra de la Tet. El sector oriental del terme acull la meitat occidental de les pistes i instal·lacions de l'aeroport de la Llavanera, o Ribesaltes-Perpinyà. El sòl del terme de Paretstortes està format per un seguit de terrasses de diferents moments del quaternari, en bona part fruit de les aportacions al·luvials dels dos rius esmentats.
Termes municipals limítrofs:
| Espirà de l'Aglí         |  | Ribesaltes |
| Baixàs                   |  |            |
| Sant Esteve del Monestir |  | Perpinyà   |

### El poble de Paretstortes
El poble de Paretstortes, com molts altres pobles rossellonesos, va néixer de la cellera formada a l'entorn de l'església parroquial de Sant Joan Evangelista de Paretstortes, que es conserva encara dins del Castell de Paretstortes i del seu cementiri. L'església parroquial nova, també dedicada a Sant Joan Evangelista, es construí al costat de migdia, també en part ocupant espai del castell. Aquesta part de poble conserva encara viu el nom de cellera.
A partir d'aquesta cellera es forma el nucli medieval del poble, que no va créixer de forma significativa fins als darrers anys del segle xx, quan es va estirar resseguint les carreteres que el travessen. Aquesta creixença s'ha produït mitjançant modernes urbanitzacions com les Amandiers, o les Twingos, le Château d'Eau, la Colomina, Costa Rossa, les Orangers i la Pépinière.

### Els masos del terme
El terme de Paretstortes no té gaires construccions aïllades, al llarg i ample del terme. Tanmateix, s'hi poden trobar la Barraca del Sol, el Casot, el Casot dels Bonacasa, el Casot dels Marechals, o d'en Cantier, el Casot d'en Baptista, el Casot d'en Picamal i el Casot d'en Vila, o d'en Seguí. També hi ha les ruïnes del Fortí dels Alemanys, del Mas d'en Farines, de la Teuleria Combes, o Nomdedéu, de la Teuleria d'Ei, de la Teuleria d'Oms i de la Teuleria Reinald. L'antiga Teuleria Coupet és del tot desapareguda. També hi ha la Columna o Monument de la Batalla de Paretstortes.

### Els cursos d'aigua
Dins de la conca de l'Aglí, el terme de Paretstortes està marcat sobretot per dues valls. A migdia, es tracta de la vall de la Llavanera, que travessa, ara subterràniament, l'Aeroport de Perpinyà-Ribesaltes. La Llavanera, que a l'inici és el Còrrec de la Llavanera, rep l'afluència de l'Agulla de la Coma de la Veneci, el Còrrec de la Coma de la Veneci, el Còrrec del Ferriol, l'Agulla de la Dona Morta, l'Agulla d'en Francó, l'Agulla Cabdal i l'Agulla del Bogallar.
Més al nord, travessant el terme al biaix de sud-oest a nord-est i passant just pel nord del poble de Paretstortes, hi ha la vall del Còrrec de la Llobera, que s'origina en el poble mateix per l'aportació de dos còrrecs, fonamentalment. Des del sud-oest aflueix el Còrrec del Gorg del Morter, format per l'Agulla, el Còrrec dels Oms, el Còrrec de la Coma del Llop, el Còrrec del Puig de l'Agla i el Còrrec dels Alous. Des de l'oest, el Còrrec dels Avencs, amb els còrrecs afluents de Coma Clara i del Cornet, a més de l'Agulla de la Mollaca. Aquest còrrec s'adreça a Ribesaltes, on s'aboca en l'Aglí.

### El relleu
Alguns dels topònims d'aquest terme comunal reflecteixen formes de relleu. Així, s'hi troben comes: Coma Clara, Coma de la Veneci, Coma del Ferriol i Coma del Llop; plans: els Planals de les Basses; muntanyes: el Puig de l'Agla, els Pujols de Conills; serres i serrats: la Serra de les Sedes, el Serrat, el Serrat de les Guilles, el Serrat del Senglar.

### El terme comunal
Els topònims de Paretstortes que indiquen partides cadastrals o indrets destacats del terme són els següents: els Alous, la Baixada, el Camí de les Guilles, el Camí de Perpinyà, el Camp del Pal, o el Serrat Petit, la Carbona, o l'Oliveda, la Carta de França, el Cornet, Costa Rossa, el Devès, la Dona Rossa, l'Espanyol, o Camp de l'Espanyol, l'Estany Gomà, l'Estanyol, les Feixetes, la Garona, el Gorg d'en Pistatxa, el Mas d'en Farines, la Mata, la Mollaca, la Muntada del Pinyer, la Picapolla, el Piló Roig, el Pinyer, els Pinyers d'en Gaubí, els Polls Blancs, les Sedes, la Siureda, la Trinxera i Xò'n Gran. Alguns dels topònims indiquen senyals termenals: el Piló del Camí de Baixàs, el Camí del Comet, el dels Alous, el Piló Roig, la Termenera del Camp del Ferrer, la Termenera dels Alous i l'Ullastre.

## Transports i comunicacions

### Carreteres
Travessen el terme comunal de Paretstortes cinc carreteres departamentals. D'una banda, la carretera D - 5 (Límit del departament, a Òpol i Perellós - Sant Esteve del Monestir), que travessa el terme de Paretstortes procedent de Ribesaltes des de l'est del poble, compartint traçat amb la D - 614, i en marxa cap al sud per l'extrem sud-est del terme en direcció a Sant Esteve del Monestir. Per aquesta carretera Paretstortes enllaça amb Ribesaltes en 2,4 quilòmetres cap al nord-est i amb Sant Esteve del Monestir en 4,6, cap al sud. Cap al nord, no passa directament per cap més nucli de població que el d'Òpol, que és a 12,9 quilòmetres.
La carretera departamental D - 5f, variant de l'anterior (Parestortes - D - 5 / D - 5g, a Paretstortes), és una curta carretera que uneix el poble de Paretstortes amb les altres dues variants de la mateixa carretera en 900 metres. És una de les que porten al costat occidental de l'Aeroport de Perpinyà-Ribesaltes.
La D - 5g (D - 5 /D - 5f, a Paretstortes - D - 1 / D - 117, a Perpinyà), que uneix les carreteres anteriors amb Perpinyà passant pel costat occidental de l'aeroport.
La D - 117 (Límit dels Països Catalans, a Talteüll - Perpinyà), que fa de termenal amb Ribesaltes un tram al nord-est de Paretstortes i al sud-oest de Ribesaltes, no passa per l'interior del poble. Serveix d'enllaç cap a Perpinyà i, per tant, amb la resta de poblacions del departament.
Finalment, la D - 614 (D - 900, a Pià - D - 612, a Millars), entra en el terme de Paretstortes procedent de Ribesaltes, i se'n va cap a ponent en direcció a Baixàs (3,5 quilòmetres), Pesillà de la Ribera (9,3), Cornellà de la Ribera (13) i Millars (17).

### Transport públic col·lectiu
Baixàs està inclòs en la línia 7 de la Compagnie de Transports Perpignan Méditerranée, Paretstortes - Cabestany, que uneix aquesta darrera població amb Paretstortes passant per l'Aeroport Perpinyà-Ribesaltes i travessant tot Perpinyà. Ofereix 18 serveis diaris en cada direcció de dilluns a dissabte, mentre que el diumenge i els dies festius té tres serveis en cada direcció, dos d'ells entre Perpinyà i Paretstortes, i un més entre Cabestany i Paretstortes.

### Els camins del terme
Solquen el terme comunal de Paretstortes uns quants camins, que poden distribuir en dues categories. D'una banda, els interns del terme propi, com el Camí de la Coma del Llop, el de la Creu, el de la Garona, o Camí Fondo de la Garona, el Camí de les Guilles, o del Cornet, el de l'Estany Gomà, el de l'Estanyol, el dels Espanyols, el dels Oms, el Camí Fondo de la Mollaca, el Camí Fondo dels Oms,. De l'altra, els camins que enllacen el poble amb els pobles i termes propers: el Camí de Baixàs al Vernet, el de Cases de Pena, el del Planal de les Basses, antic Camí del Vernet, el dels Gorgs, des de Baixàs, el de Perpinyà, antic Camí Ral, el de Sant Esteve, el d'Espirà a Baixàs, el Camí Vell de Sant Esteve, el Camí Vell d'Espirà, la Carrerada, o la Carrerada de la Garriga, la Ruta de Sant Esteve, o Camí de Sant Esteve a Ribesaltes, la Ruta de Baixàs, la Ruta de Ribesaltes, la Travessa de Baixàs i la Travessa d'Espirà.

## Activitats econòmiques
L'economia de Paretstortes és principalment agrícola, tot i que el fet de pertànyer a la conurbació de Perpinyà - Ribesaltes ha fet créixer el paper residencial i de serveis en el poble. La major part de les terres conreades són per a la vinya, la major part dins de denominacions d'origen controlades. Hi ha una mica d'albercoquers i una mostra testimonial d'enciams, escaroles i tomàquets. També hi ha un parell de centenars de caps de bestiar oví i una mica de cabrum.
La mica d'indústria que hi ha a Paretstortes és una empresa de fusteria i algunes empreses importants de construcció i de transports. Com a molts pobles de la conurbació de Perpinyà, en els darrers anys ha crescut força el sector de serveis.

## Història

### Prehistòria
A l'indret de les Sedes, a prop i al nord-oest del poble, hi ha un important jaciment preromà; són vestigis d'un hàbitat.

### Edat Antiga
Al costat mateix de l'hàbitat preromà de les sedes es van trobar nombroses restes de tot un poblat romà dels primers segles de la nostra era. Una part del material trobat està exposat a la Casa del Comú de Paretstortes.

### Edat mitjana
La forma Paredstortes ja apareix documentada el 925, dins de les confrontacions del terme de Baixàs. Al segle xi consta una senyoria local, atestada en la persona de Berenguer Isarn de Parestortes el 1086. La seva vídua, Estefania, i els seus fills Berenguer, Bernat, Dalmau i Guillem en són continuadors, així com els seus descendents, fins al 1418, quan mor Anna de Parestortes, muller d'un d'Oms i de Perapetusa.

### Edat Moderna
Llur filla, Anna d'Oms de Perapertusa i de Parestortes es casà amb Francesc de Taquí, i una descendent seva, Maria Anna de Taquí, l'aporta al seu casament amb Gerard d'Oms del Viver. Fou aquesta branca dels d'Oms els qui en foren senyors fins a la Revolució Francesa. El darrer senyor de Peyrestortes (Paretstortes havia evolucionat en els documents de primer a Parestortes, després a Perestortes, i finalment a Peyrestortes) fou Josep d'Oms, just abans dels fets revolucionaris que acabaren amb l'Antic Règim.

### Edat Contemporània
Just començada l'època contemporània es donà la batalla de Parestortes, en la qual les tropes espanyoles del general Antonio Ricardos foren derrotades durant la Guerra Gran per les del general francès Louis Charles de La Motte-Ango quan avançaven cap a Perpinyà, el 17 de setembre del 1793. Això significa el final del seu avanç i el retorn a les posicions inicials.

## Demografia

### Demografia antiga
La població està expressada en nombre de focs (f) o d'habitants (h)
| 37 f | 27 f | 10 f | 42 f | 27 f | 25 f | 40 f | 180 h | 25 f | 44 f | 203 h |

Font: Pélissier 1986

### Demografia contemporània
| Evolució de la població |      |      |      |      |      |      |      |      |
| 1793                    | 1800 | 1806 | 1821 | 1831 | 1836 | 1841 | 1846 | 1851 |
| 170                     | 236  | 290  | 333  | 405  | 453  | 428  | 436  | 466  |

| 1856 | 1861 | 1866 | 1872 | 1876 | 1881 | 1886 | 1891 | 1896 |
| ---- | ---- | ---- | ---- | ---- | ---- | ---- | ---- | ---- |
| 507  | 549  | 602  | 615  | 659  | 714  | 645  | 672  | 635  |

| 1901 | 1906 | 1911 | 1921 | 1926 | 1931 | 1936 | 1946 | 1954 |
| ---- | ---- | ---- | ---- | ---- | ---- | ---- | ---- | ---- |
| 633  | 635  | 629  | 592  | 531  | 524  | 516  | 467  | 513  |

| 1962 | 1968 | 1975 | 1982 | 1990  | 1999  | 2008  | 2013  | - |
| ---- | ---- | ---- | ---- | ----- | ----- | ----- | ----- | - |
| 565  | 632  | 692  | 865  | 1.286 | 1.430 | 1.355 | 1.382 | - |

Fonts: Ldh/EHESS/Cassini fins al 1999, després INSEE a partir deL 2004

### Evolució de la població

Població 1962-2008

## Administració i política

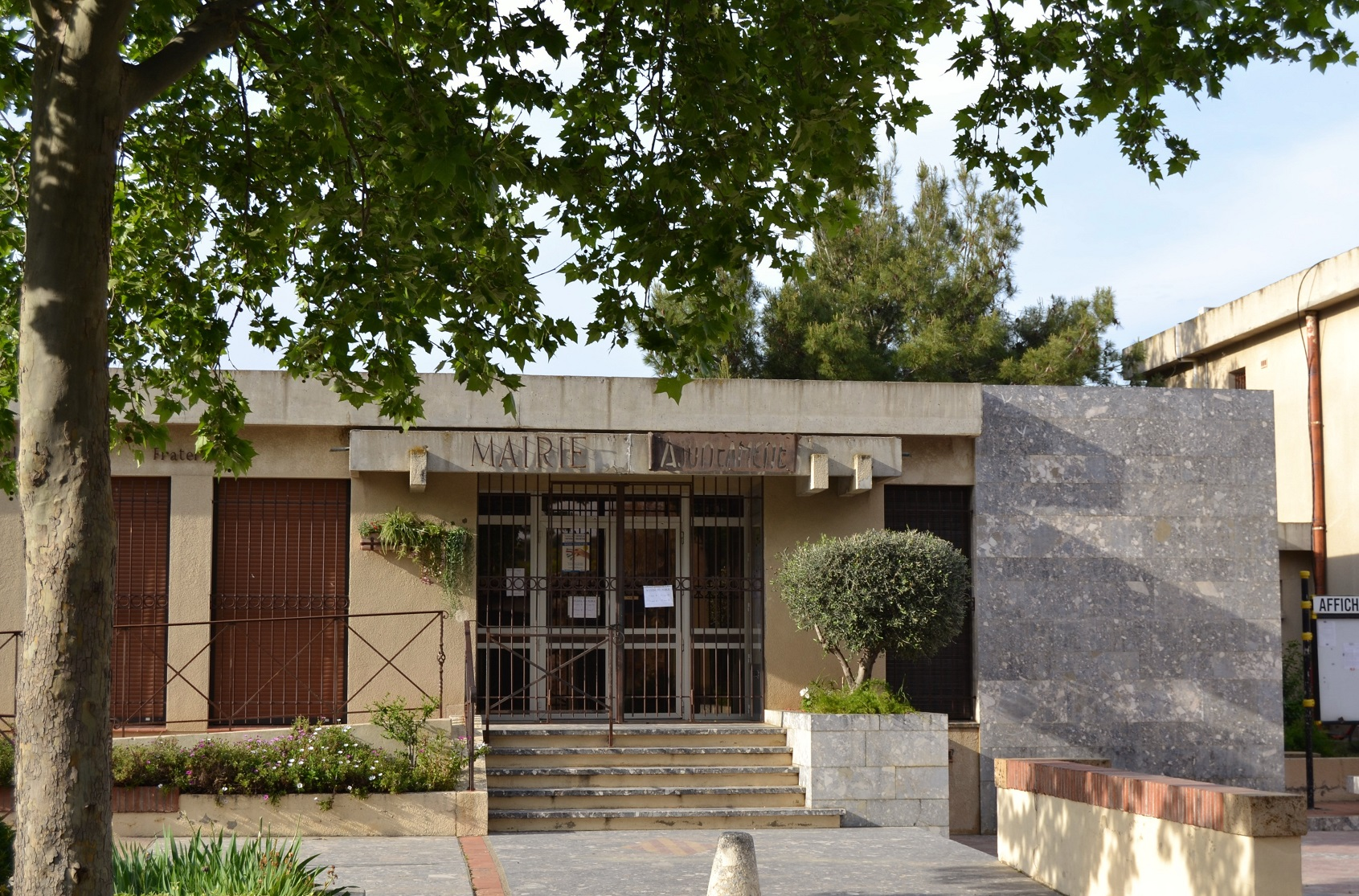
La Casa del Comú de Paretstortes

### Batlles[9]
| Període                       | Nom            | Opció política | Comentaris |
| ----------------------------- | -------------- | -------------- | ---------- |
| Març del 2001 - Març del 2014 | Henri Baptiste |                |            |
| Març del 2014 - Moment actual | Alain Dario    |                |            |

### Legislatura 2014 - 2020

#### Batlle
- Alain Dario.

#### Adjunts al batlle
- 1a: .

#### Consellers municipals
- Henri Baptiste
- Edith	Sujol
- Lambert Brunet
- Jacqueline Avanzi
- Francis Jammes
- Michelle Pla
- Fabienne Alban
- José Ramos
- Corinne Creus - Gonzalez
- Sylvie Brosseau
- Jean-Antoine Pompa
- Christophe Durand
- Lilian Libert
- Zerrifa Taharaste.

### Adscripció cantonal

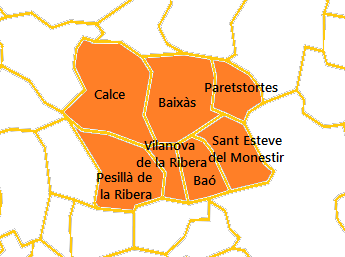
Mapa del Cantó del Riberal

A les eleccions cantonals del 2015 el poble de Paretstortes ha estat inclòs al Cantó del Riberal, juntament amb Baixàs, Bao, Calce, Pesillà de la Ribera i Vilanova de la Ribera, amb capitalitat al poble de Sant Esteve del Monestir (nou agrupament de comunes fruit de la reestructuració cantonal feta en saó de les eleccions cantonals i departamentals del 2015). Són consellers per aquest cantó Nathalie Piqué, adjunta al batlle de Pesillà de la Ribera, i Robert Vila, batlle de Sant Esteve del Monestir, tots dos de la Unió de Dreta.

## Ensenyament i cultura
Paretstortes disposa d'una escola maternal i d'una altra de primària o elemental, englobades en el mateix recinte escolar. Per als estudis de secundària, els alumnes del poble han d'anar als col·legis d'Espirà de l'Aglí, Perpinyà, Ribesaltes o Sant Esteve del Monestir, i per al batxillerat, als liceus de Perpinyà o Ribesaltes.